# Corunha (província)
A Província da Corunha (em galego A Coruña; em castelhano La Coruña) é uma província da Comunidade Autónoma da Galiza, em Espanha. A sua capital é a Corunha, mas historicamente a cidade mais importante é Santiago de Compostela.
- Anexo:Lista de municípios da Corunha

## Clima

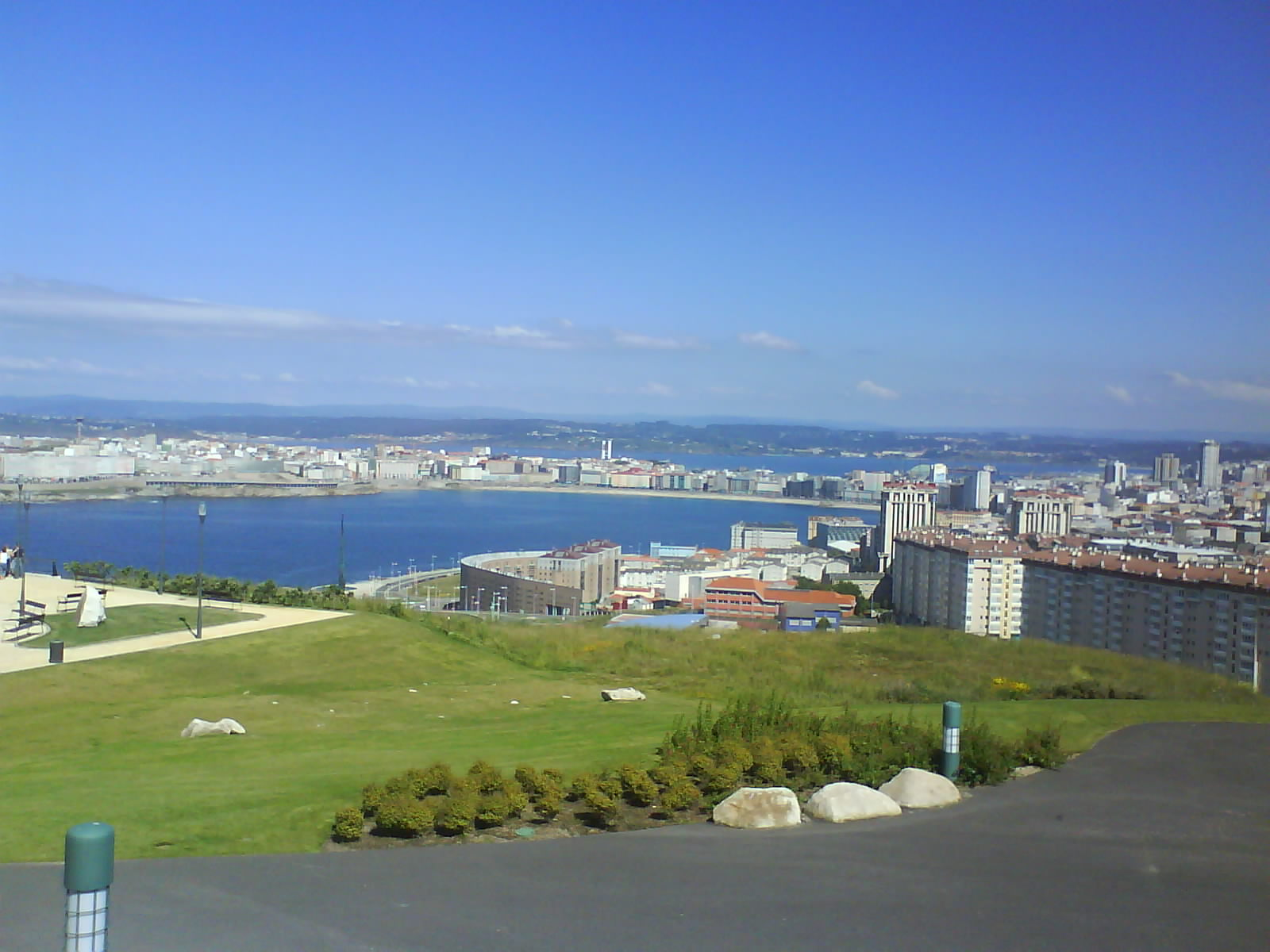
Cidade da Corunha

O clima na província é de tipo atlantico europeu, caracterizado por ter temperaturas suaves e com pouca oscilação térmica e chuvas abundantes quase todo o ano.

## População
Segundo o censo elaborado em 2001, na Província da Corunha vivem 1 096 027 pessoas. 404 517 pessoas vivem nas três grandes urbes da província (Corunha, Ferrol e Santiago de Compostela).